# Khadka Bhadrakali
Khadka Bhadrakali es un pueblo ubicado en el distrito de Katmandú, provincia de Bagmati, Nepal.

## Superficie
Cuenta con una superficie de 2,377 kilómetros cuadrados.

## Demografía
Datos hasta 2015
- Población: 18 549 habitantes.[1]
- Densidad de población: 7,804 habitantes por kilómetro cuadrado.[1]
- Población masculina: 9328 (50,3%).[1]
- Población femenina: 9221 (49,7%).[1]